# Serra de Valldembles
La Serra de Valldembles és una serra situada al municipi de Flix a la comarca de la Ribera d'Ebre, amb una elevació màxima de 287 metres.